# Jakub Krzemieński
Jakub Marian Krzemieński, właśc. Friedmann (ur. 16 czerwca 1882 w Czerlanach, zm. 11 października 1955 w Londynie) – generał brygady Wojska Polskiego, doktor prawa, prezes Najwyższej Izby Kontroli.

## Życiorys
Urodził się 16 czerwca 1882 w Czerlanach k. Gródka Jagiellońskiego w rodzinie żydowskiej jako syn Abrahama i Heleny Friedmannów. Jako Jakub Friedmann w 1900 zdał egzamin dojrzałości w C. K. IV Gimnazjum we Lwowie. Ukończył studia prawnicze na uniwersytecie we Lwowie. W latach 1900–1905 studiował na Wydziale Prawa Uniwersytetu Jagiellońskiego, a w 1909 obronił tam doktorat prawa. W 1911 rozpoczął praktykę adwokacką. Od sierpnia 1914 pełnił służbę Legionach Polskich, służył w 1 pułku piechoty I. Brygady. Był sędzią Sądu Polowego przy cesarskiej i królewskiej Komendzie Legionów Polskich. Po kryzysie przysięgowym wcielony został do cesarskiej i królewskiej armii i w okresie od 1 sierpnia do 1 września 1917 orzekał w Sądzie przy Komendzie Obwodowej w Piotrkowie. Następnie pełnił służbę w Sądzie Polowym Polskiego Korpusu Posiłkowego. W lutym 1918 został internowany z tą częścią żołnierzy korpusu, którym nie udało się przebić pod Rarańczą linii frontu austriacko-rosyjskiego i połączyć z II Korpusem Polskim w Rosji. Po zwolnieniu z internowania kontynuował służbę w c. i k. armii, zasiadając w sądach 2 Armii i Komendy IV Korpusu.
W listopadzie 1918 przyjęty został do Wojska Polskiego. Do lutego 1919 był referentem prawnym w Naczelnym Dowództwie WP na Galicję Wschodnią i kierownikiem sądu polowego przy tymże dowództwie. 21 marca 1919 wyznaczony został na stanowisko zastępcy szefa Departamentu Wojskowo-Prawnego Ministerstwa Spraw Wojskowych i zastępcą Naczelnego Prokuratora Wojskowego. 10 marca 1920, w stopniu podpułkownika, powołany został na stanowisko pomocnika szefa Oddziału VI Prawnego Sztabu Ministerstwa Spraw Wojskowych. Dekretem Naczelnego Wodza z dnia 1 maja 1920 został zatwierdzony w stopniu generała podporucznika z dniem 1 kwietnia 1920 w grupie oficerów byłych Legionów Polskich. 
Równocześnie od 1 kwietnia 1919 do 1 lipca 1923 był doradcą prawnym w sprawach wojskowych Naczelnika Państwa, a następnie Prezydenta RP. 3 maja 1922 został zweryfikowany ze starszeństwem z dniem 1 czerwca 1919 i 69. lokatą w korpusie generałów.
W 1923 otrzymał nominację na sędziego Najwyższego Sądu Wojskowego, a w styczniu 1926 został wiceprezydentem tego sądu. 10 czerwca 1926 Prezydent RP mianował go Prezydentem Najwyższego Sądu Wojskowego, w miejsce zwolnionego gen. bryg. Aleksandra Pika. W listopadzie 1924 był jednym z oficerów, którzy podali się do dymisji w ramach tzw. strajku generałów. 18 października 1930 przeszedł na stanowisko prezesa Najwyższej Izby Kontroli jako następca Stanisława Wróblewskiego. W związku z pozostawaniem w służbie cywilnej (w stanie nieczynnym) z dniem 31 października 1932 został przeniesiony do rezerwy z prawem do noszenia munduru.
Pełnił funkcję przewodniczącego Głównego Sądu Koleżeńskiego Związku Legionistów Polskich od 1936. Był wolnomularzem i członkiem loży wolnomularskiej Wielkiej Loży Narodowej Polski w Warszawie. Był też członkiem zarządu powołanego w Palestynie Związku Pracy dla Państwa.
Po wybuchu II wojny światowej znalazł się 18 września 1939 w Rumunii wraz z władzami państwowymi. W grudniu 1939 został odwołany z funkcji prezesa NIK. Jego następcą, już w izbie na emigracji, został Tadeusz Tomaszewski. Okres wojny spędził w większości w Palestynie, po 1945 osiadł w Wielkiej Brytanii. Zmarł 11 października 1955 w Londynie i został pochowany na cmentarzu Gunnersbury.

## Awanse
- porucznik – 1 sierpnia 1915 (z pominięciem podporucznika[15])
- major – 8 marca 1919
- podpułkownik – 8 sierpnia 1919
- pułkownik – ?[16]
- generał podporucznik – 1 maja 1920 zatwierdzony z dniem 1 kwietnia 1920
- generał brygady – 3 maja 1922 zweryfikowany ze starszeństwem 1 czerwca 1919 i 69. lokatą w korpusie generałów

## Ordery i odznaczenia
- Wielka Wstęga Orderu Odrodzenia Polski (10 listopada 1933)[17]
- Krzyż Komandorski Orderu Odrodzenia Polski (2 maja 1922)[18][19]
- Krzyż Niepodległości (7 lipca 1931)[20]
- Krzyż Walecznych dwukrotnie (po raz pierwszy za służbę w POW w b. zaborze austriackim i b. okupacji austriackiej[21])
- Złoty Krzyż Zasługi (19 marca 1931)[22]
- Medal Pamiątkowy za Wojnę 1918–1921
- Medal Dziesięciolecia Odzyskanej Niepodległości
- Medal za Długoletnią Służbę (1938)[23]
- Oficer Orderu Legii Honorowej (Francja)
- Kawaler Orderu Franciszka Józefa (Austro-Węgry, 1916)[24]